# Forte Benghisa

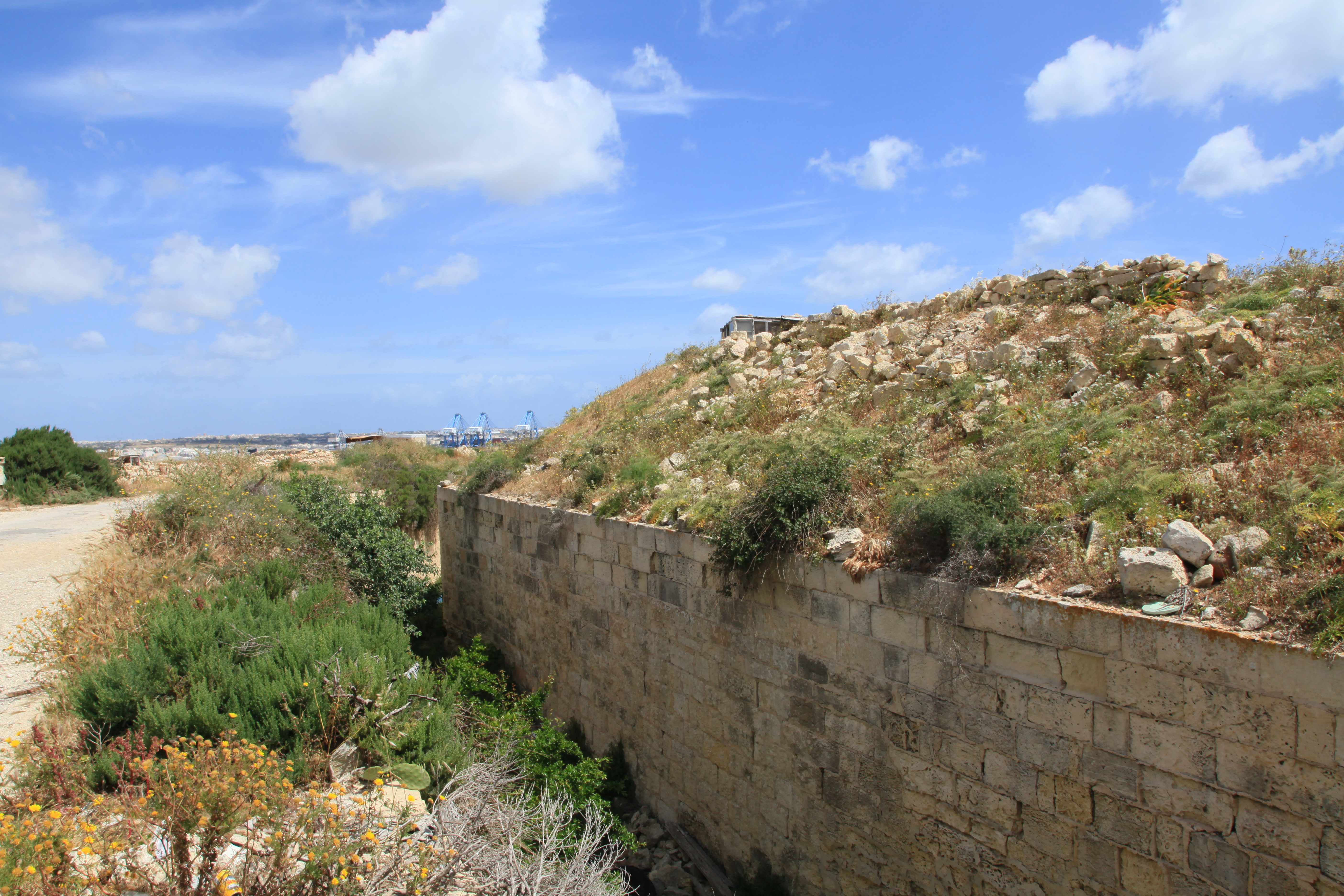
Forte Benghisa

Il forte Benghisa (in maltese Il-Fortizza ta' Bengħisa, in inglese Fort Benghisa) è una fortificazione dell'isola di Malta.
Il forte si trova su un'altura rivolta verso il mare di punta Benghisa che costituisce il braccio meridionale della baia di Marsa Scirocco (o Marsaxlokk). È un forte poligonale costruito dalla Gran Bretagna e si tratta dell'ultimo forte poligonale costruito a Malta, nel 1909.
Il forte è di proprietà privata e l'interno del forte è inaccessibile. L'entrata e il fossato rivolto verso il mare sono in riparazione.